# ماري كورتوا
ماري كورتويس (بالفرنسية: Marie Courtois) هي رسامة فرنسية، ولدت في 1655، وتوفيت في 1703 في باريس في فرنسا.